# Frank Munro
Frank Munro (Broughty Ferry, 25 ottobre 1947 – 16 agosto 2011) è stato un allenatore di calcio e calciatore scozzese, di ruolo difensore.

## Biografia
Scozzese, terminata la carriera calcistica rimase a vivere a Wolverhampton, ove aveva giocato per il club locale. Colpito da infarto nel 1994, Munro è morto nel 2011 a causa delle complicazioni dovute ad una polmonite.

## Carriera

### Club
Formatosi nelle giovanili del Chelsea, nel 1963 passa al Dundee Utd, con cui esordisce nella massima divisione scozzese nella stagione 1964-1965, ottenendo con il suo club il nono posto finale. Nell'ottobre del 1966 passa all'Aberdeen con cui in campionato ottiene il quarto posto e raggiunge la finale dalla Scottish Cup 1966-1967, persa contro il Celtic.
Nell'estate 1967 con il suo club disputò il campionato nordamericano organizzato dalla United Soccer Association: accadde infatti che tale campionato fu disputato da formazioni europee e sudamericane per conto delle franchigie ufficialmente iscritte al campionato, che per ragioni di tempo non avevano potuto allestire le proprie squadre. L'Aberdeen rappresentò i Washington Whips, vincendo la Eastern Division, qualificandosi per la finale. La finale vide i Whips cedere ai Los Angeles Wolves, rappresentati dai Wolverhampton.
Inizia la stagione 1967-1968 ai Dons, con cui viene eliminato agli ottavi di finale della Coppa delle Coppe 1967-1968, per poi trasferirsi nel gennaio 1968 per 55.000 £ agli inglesi del Wolverhampton.
Chiude con i Wolves la First Division 1967-1968 al diciassettesimo posto finale mentre quello successivo il sedicesimo.
Nella stagione 1969-1970 ottiene il tredicesimo posto finale a cui ne seguì un quarto nella First Division 1970-1971, acquisendo il diritto a partecipare alla prima Coppa UEFA. Ottiene il nono posto nella stagione 1971-1972 e raggiunge la finale della Coppa UEFA 1971-1972, perdendo il trofeo contro il Tottenham. Nella First Division 1972-1973 si piazza al quinto posto finale, qualificandosi alla Coppa UEFA 1973-1974. 
Nella stagione 1973-1974 è chiusa al dodicesimo posto ottenendo comunque la qualificazione alla coppa UEFA, mentre il cammino in Europa termina ai sedicesimi di finale. L'anno seguente è concluso nuovamente al dodicesimo posto con i Wolves eliminati ai trentaduesimi di finale nella Coppa UEFA 1974-1975. La First Division 1975-1976 si conclude con la retrocessione del club di Munro nella cadetteria inglese.
La massima serie verrà immediatamente riconquistata grazie alla vittoria della Second Division 1976-1977.
Nell'ottobre 1977 passa in prestito al Celtic su richiesta dell'allenatore Jock Stein che lo volle come sostituto dell'infortunato Pat Stanton. Con il Celtic ottenne il quinto posto finale nella Scottish Premier Division 1977-1978 perdendo la finale di Scottish League Cup contro i Rangers.
Terminata l'esperienza al Celtic si trasferisce in Australia di South Melbourne, militandovi per due anni.
Ritornato in patria, ebbe un'esperienza come allenatore-giocatore del Albion Rovers per poi, lasciato il calcio giocato, tornare a collaborare con il Wolverhampton.

### Nazionale
Dopo aver militato nella Nazionale Under-23 di calcio della Scozia, Munro ha giocato nove incontri con la nazionale scozzese.

## Statistiche

### Cronologia presenze e reti in nazionale
| Cronologia completa delle presenze e delle reti in nazionale ― Scozia | Cronologia completa delle presenze e delle reti in nazionale ― Scozia | Cronologia completa delle presenze e delle reti in nazionale ― Scozia | Cronologia completa delle presenze e delle reti in nazionale ― Scozia | Cronologia completa delle presenze e delle reti in nazionale ― Scozia | Cronologia completa delle presenze e delle reti in nazionale ― Scozia | Cronologia completa delle presenze e delle reti in nazionale ― Scozia | Cronologia completa delle presenze e delle reti in nazionale ― Scozia |
| Data                                                                  | Città                                                                 | In casa                                                               | Risultato                                                             | Ospiti                                                                | Competizione                                                          | Reti                                                                  | Note                                                                  |
| --------------------------------------------------------------------- | --------------------------------------------------------------------- | --------------------------------------------------------------------- | --------------------------------------------------------------------- | --------------------------------------------------------------------- | --------------------------------------------------------------------- | --------------------------------------------------------------------- | --------------------------------------------------------------------- |
| 18-5-1971                                                             | Glasgow                                                               | Scozia                                                                | 0 – 1                                                                 | Irlanda del Nord                                                      | Torneo Interbritannico 1971                                           | -                                                                     | 71’                                                                   |
| 22-5-1971                                                             | Londra                                                                | Inghilterra                                                           | 3 – 1                                                                 | Scozia                                                                | Torneo Interbritannico 1971                                           | -                                                                     | 46’                                                                   |
| 9-6-1971                                                              | Copenaghen                                                            | Danimarca                                                             | 1 – 0                                                                 | Scozia                                                                | Qual. Euro 1972                                                       | -                                                                     |                                                                       |
| 14-6-1971                                                             | Mosca                                                                 | Unione Sovietica                                                      | 1 – 0                                                                 | Scozia                                                                | Amichevole                                                            | -                                                                     |                                                                       |
| 16-4-1975                                                             | Göteborg                                                              | Svezia                                                                | 1 – 1                                                                 | Scozia                                                                | Amichevole                                                            | -                                                                     |                                                                       |
| 17-5-1975                                                             | Cardiff                                                               | Galles                                                                | 2 – 2                                                                 | Scozia                                                                | Torneo Interbritannico 1975                                           | -                                                                     | 77’                                                                   |
| 20-5-1975                                                             | Glasgow                                                               | Scozia                                                                | 3 – 0                                                                 | Irlanda del Nord                                                      | Torneo Interbritannico 1975                                           | -                                                                     |                                                                       |
| 24-5-1975                                                             | Londra                                                                | Inghilterra                                                           | 5 – 1                                                                 | Scozia                                                                | Torneo Interbritannico 1975                                           | -                                                                     |                                                                       |
| 1-6-1975                                                              | Bucarest                                                              | Romania                                                               | 1 – 1                                                                 | Scozia                                                                | Qual. Euro 1976                                                       | -                                                                     |                                                                       |
| Totale                                                                |                                                                       | Presenze                                                              | 9                                                                     |                                                                       | Reti                                                                  | 0                                                                     |                                                                       |

| Cronologia completa delle presenze e delle reti in nazionale ― Scozia under 23 | Cronologia completa delle presenze e delle reti in nazionale ― Scozia under 23 | Cronologia completa delle presenze e delle reti in nazionale ― Scozia under 23 | Cronologia completa delle presenze e delle reti in nazionale ― Scozia under 23 | Cronologia completa delle presenze e delle reti in nazionale ― Scozia under 23 | Cronologia completa delle presenze e delle reti in nazionale ― Scozia under 23 | Cronologia completa delle presenze e delle reti in nazionale ― Scozia under 23 | Cronologia completa delle presenze e delle reti in nazionale ― Scozia under 23 |
| Data                                                                           | Città                                                                          | In casa                                                                        | Risultato                                                                      | Ospiti                                                                         | Competizione                                                                   | Reti                                                                           | Note                                                                           |
| ------------------------------------------------------------------------------ | ------------------------------------------------------------------------------ | ------------------------------------------------------------------------------ | ------------------------------------------------------------------------------ | ------------------------------------------------------------------------------ | ------------------------------------------------------------------------------ | ------------------------------------------------------------------------------ | ------------------------------------------------------------------------------ |
| 3-12-1969                                                                      | Glasgow                                                                        | Scozia under 23                                                                | 4 – 0                                                                          | Francia under 23                                                               | Amichevole                                                                     | -                                                                              |                                                                                |
| 14-1-1970                                                                      | Aberdeen                                                                       | Scozia under 23                                                                | 1 – 1                                                                          | Galles under 23                                                                | Amichevole                                                                     | -                                                                              |                                                                                |
| 4-3-1970                                                                       | Sunderland                                                                     | Inghilterra under 23                                                           | 3 – 1                                                                          | Scozia under 23                                                                | Amichevole                                                                     | -                                                                              |                                                                                |
| 13-1-1971                                                                      | Swansea                                                                        | Galles under 23                                                                | 1 – 0                                                                          | Scozia under 23                                                                | Amichevole                                                                     | -                                                                              |                                                                                |
| Totale                                                                         |                                                                                | Presenze                                                                       | 4                                                                              |                                                                                | Reti                                                                           | 0                                                                              |                                                                                |

## Palmarès

### Club

#### Competizioni nazionali
- Coppa di Lega inglese: 1

Wolverhampton: 1973-1974
- Campionato inglese di seconda divisione: 1

Wolverhampton Wanderers: 1976-1977